# 哈特巴赫河 (格林巴赫河支流)
47°52′35″N 11°10′14″E / 47.87644°N 11.17048°E

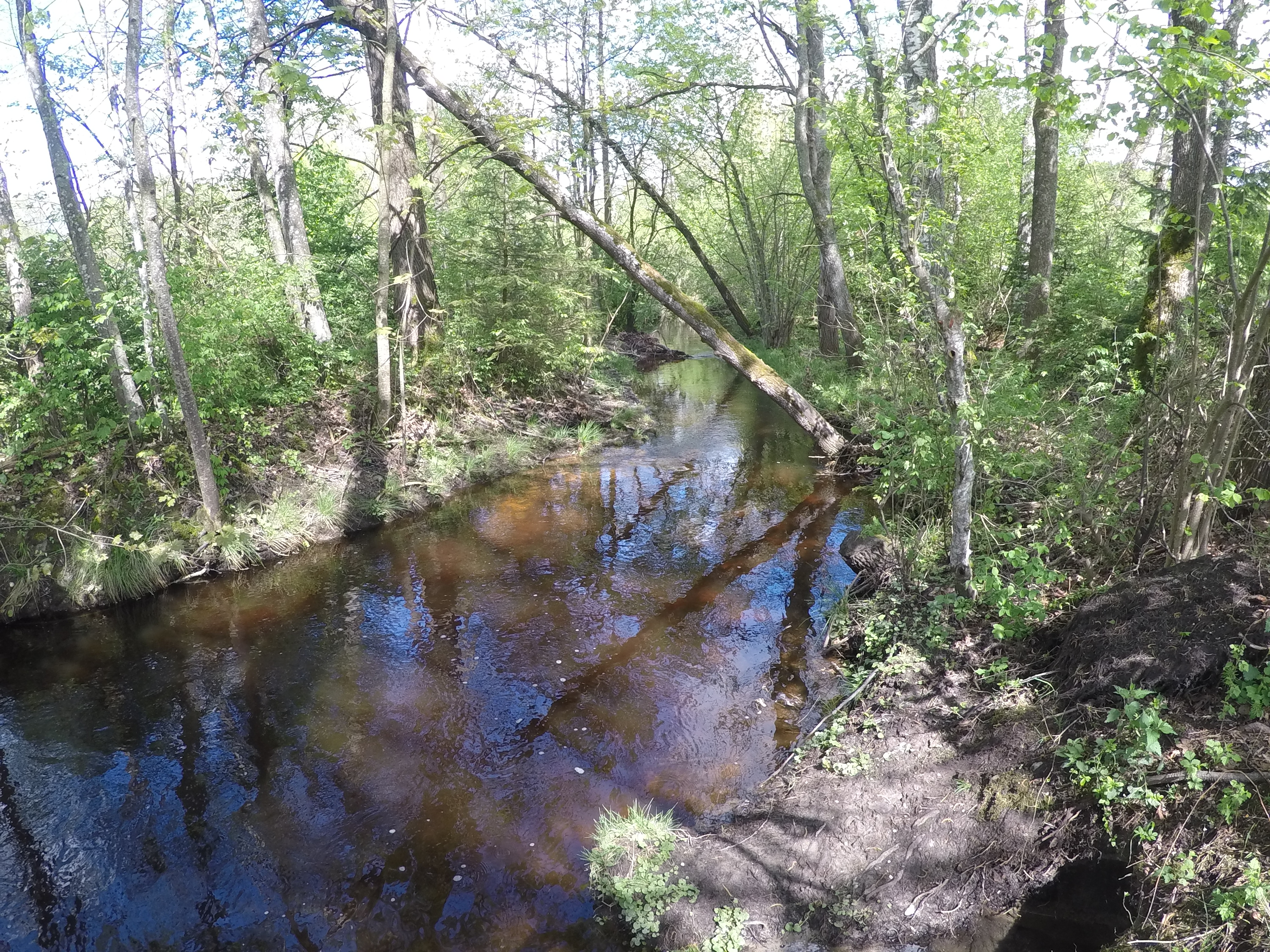

哈特巴赫河是德國的河流，位於該國東南部，由巴伐利亞負責管轄，屬於格林巴赫河的左支流，河道全長10公里，河口處在維倫巴赫。